# Dekan (kolväte)
Dekan är ett mättat kolväte, en alkan, med 10 kolatomer och summaformeln C10H22. Det finns 75 isomerer av dekan med samma summaformel. Enligt IUPAC-nomenklatur betecknar dekan kolvätet med ogrenad kolkedja, det vill säga 10 kolatomer på raken. Dess kokpunkt är 174 °C. 
Medan alkanen med tio kolatomer heter dekan (med k) heter motsvarande alken decen och motsvarande alkyn decyn (med c), enligt de konventioner [källa behövs] som används när kemiska namn översätts till svenska. På samma sätt benämns dekans radikal decyl (ej dekyl). Således betecknar 1-klordekan och n-decylklorid samma kemiska förening.